# Australischer Stupsfinnendelfin

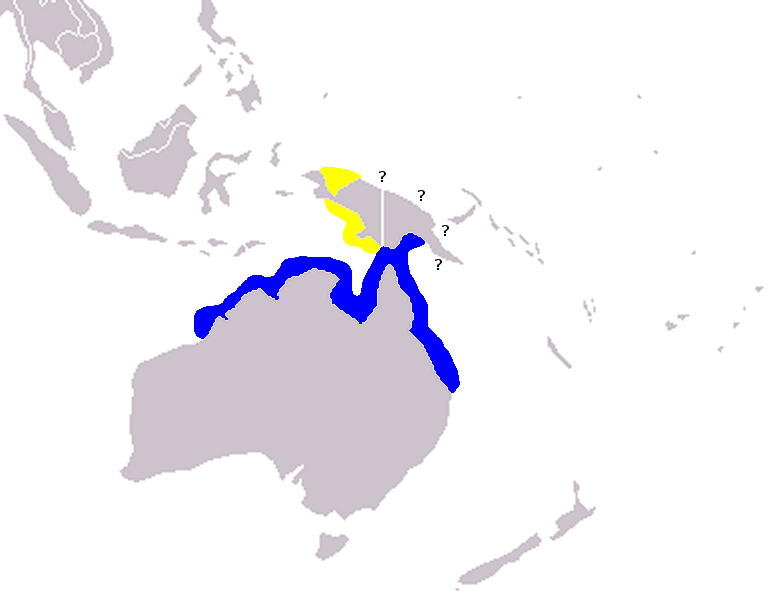
Verbreitung des Australischen Stupsfinnendelfins (blau), mögliche Verbreitung (gelb)

Der Australische Stupsfinnendelfin (auch Stupsflossendelfin, Orcaella heinsohni) ist eine Delfinart, die erst im Jahr 2005 beschrieben wurde und bis dahin mit dem nahe verwandten Irawadidelfin (Orcaella brevirostris) als konspezifisch angesehen wurde. Es gibt jedoch deutliche Unterscheidungsmerkmale, und der Artstatus wurde auch durch genetische Untersuchungen bestätigt. Dass diese Art so lange unentdeckt blieb, ist auf ihre Scheu vor Menschen und Booten zurückzuführen, von denen sie sich im Gegensatz zu anderen Delfinarten fernhält. Nach der kurzen Finne nannten die Erstbeschreiber die Art Australian snubfin dolphin.

## Merkmale
Im Gegensatz zum zweifarbigen Irawadidelfin ist der Australische Stupsfinnendelfin dreifarbig. Zusätzlich zu der blaugrauen Körperfärbung mit blassem Bauch weisen Australische Stupsfinnendelfine ein dunkles Cape auf dem Rücken auf. Die Bereiche sind wenig deutlich voneinander abgegrenzt. Des Weiteren gibt es Unterschiede in Schädel- und Flossenform beider Arten. Durch Analysen des Erbgutes konnte der Artstatus zusätzlich gerechtfertigt werden. Die Männchen erreichen etwa 270 Zentimeter Körperlänge, die Weibchen 210 Zentimeter.

## Verbreitung
In australischen Gewässern bei Townsville konnten von den Erstbeschreibern rund 200 Tiere nachgewiesen werden. Es wird vermutet, dass sich das Verbreitungsgebiet der Art vom Nordosten Australiens bis Papua-Neuguinea erstreckt.